# エートス
エートス (古希: ἦθος, ἔθος; ethos, 複: 古希: ἤθη ἤθεα; ethe, ethea) は、「いつもの場所」 (ἤθεα ἵππων) を意味し、転じて習慣・特性などを意味する古代ギリシア語である。他に、「出発点・出現」または「特徴」を意味する。
それを元に、「道徳」や「道徳観の発露」を意味する ἠθικός (ethikos) という言葉が生まれ、ラテン語には ethicus として流用される。また、その女性形である ἠθική φιλοσοφία (ethica) は古フランス語の ethique 、中世英語の ethik を通じて、現代の英語の ethics へと変化した。「倫理的生活態度」ともいわれる。

## アリストテレスのエートス論
アリストテレスが著書『弁論術』で述べたところによると、エートスは説得法の重要な三つの方法的条件の一つ（他はロゴスとパトス）である。まず、始めに話者はエートスを確立しなくてはいけない。この言葉は単に「道徳の能力」を意味するが、アリストテレスはこれに専門的意見と知識（エピステーメー）を加えた。アリストテレスは特に、エートスは、聞き手の予想によってではなく、話者の発言により生み出されるべきとした。この考え方はしばしば非難の的となり、イソクラテスなどは、エートスはとりわけ道徳的な特徴、またその話者の生涯と結びついているとした。
エートスには三つのカテゴリーがあり、発言の状況に従って、低次から高次へと発展する。
- フロネシス - 実践的な技術と知
- アレテー - 徳・美徳
- エウノイア - 聞き手に対する好意

エートスは話者にではなく、聞き手に属する。聞き手がその話者が高いエートスかそれとも低いエートスを持っているかを判断する。エートスの反則にはたとえば以下のものがある。
- 話者が会話の結果に直接の関心を持つ（例えば、無実を主張している人）
- 話者が会話の結果に秘密の動機を持つ
- 話者が専門意見を持たない（その事柄の専門家でない人）

留意すべきは、上記の反則にあたるような議論を無効として退けることは形式的誤謬である。

## 社会学におけるエートス論
エートスを、社会認識の基軸として捉え返したのがドイツの社会学者マックス・ヴェーバーである。ヴェーバーによれば、エートスは、以下の三つの性向を併せ持つ。
- 生活態度 - 古代ギリシア語のエートスが、「習慣」を意味しているように、エートスは、それにふさわしい行為を営む中で体得される「習慣によって形作られた」行為性向である。社会化によって人々に共有されるようになった行為パターンないし生活形式ともいえよう。
- 心的態度 - しかし、ある行為がいくら機械的に反復されてもエートスは作り出されない。その行為性向は意識的に選択される必要があるからだ。この「主体的選択に基づく」行為性向がエートスである。
- 倫理的態度 - そして、この行為を選択する基準が「正しさ」である。「正しい」行為とは、内在性の基準（行為に固有の価値）が選択され、（目的達成の手段ではなく）行為それ自体が目的として行なわれるような行為のことである。外的な賞罰なしには存続しえない行為性向はエートスではない。したがって、エートスの究極的な支えは個人の内面にある。

こうした行為性向の中で、習慣の契機が強調されると、エートスは、文化人類学における「文化パターン」概念に生まれ変わり、選択性あるいは主観性の契機が強調されると、エートスは倫理学における倫理・道徳概念へと転化することになる。これに対し、ヴェーバー社会学は、倫理的態度を生活態度の特定の方法的・合理的な在り方と捉えることで、以上の性向を総合的に認識しようとするものである。